# Ingeborg Magnusdotter von Schweden

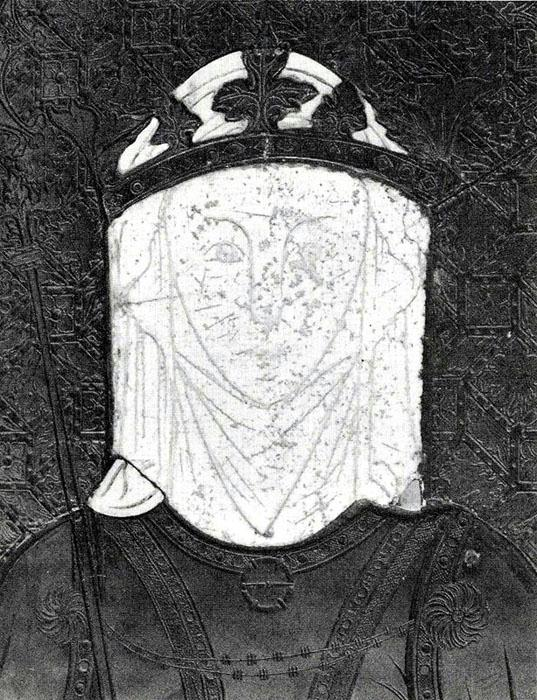
Grabplatte

Ingeborg Magnusdotter von Schweden (* etwa 1277 in Schweden; † 5. April 1319 oder 15. August 1319 im Kloster St. Klara in Roskilde) war eine schwedische Prinzessin, durch Heirat mit Erik VI. Menved Königin von Dänemark und Ordensfrau.

## Leben
Ingeborg war die älteste Tochter von Magnus III. von Schweden und dessen Frau Helvig von Holstein.
1288 wurde sie mit König Erik Menved von Dänemark verlobt. Die Hochzeit fand 1296 in Helsingborg statt. Die Ehe wurde aus dynastischen Gründen geschlossen. 1298 heiratete ihr Bruder Birger, seit 1290 König von Schweden, die Schwester ihres Ehemannes Margrethe Eriksdotter von Dänemark. Die für die Eheschließung notwendige Dispens wurde wegen des Konflikts zwischen ihrem Gatten und dem Erzbischof Jens Grand erst 1297 erwirkt.
Königin Ingeborg wurde als schön und zart beschrieben; Lieder beschreiben, wie sie bei ihrer Hochzeit um eine Gefängnisamnestie bat, und zeitgenössische Lieder sowohl in Dänemark als auch in Schweden loben sie für ihr Mitgefühl und ihren Gerechtigkeitssinn. Sie war eine beliebte Königin in Dänemark, wo sie als „Gode Frue“ oder „die gute Dame“ bezeichnet wurde.
Es gibt keine Informationen, dass sie jemals eine politische Rolle gespielt hat. Ihr Mann war während der schwedischen Thronkonflikte der Verbündete ihres ältesten Bruders Birger und seiner Schwester Margrethe.
Ingeborg bekam acht Söhne, die alle bei oder kurz nach der Geburt starben, zudem hatte sie mindestens sechs Fehlgeburten. 1318 gebar sie endlich einen Sohn, der die Neugeborenentage überlebte. Als die Königin den Sohn in einer Kutsche vorführte, brach die Kutsche, das Kind fiel zu Boden und brach sich das Genick.
Nach dem Tod ihres Sohnes trat Ingeborg in das St. Klarenkloster in Roskilde ein. Der überlieferten Gründe hierfür sind widersprüchlich. Nach einer Version entschloss sie sich freiwillig für diesen Schritt, entweder aus Trauer über den Tod ihres Sohnes oder auch aus Trauer über den Tod ihrer im selben Jahr im Machtkampf gegen den älteren Bruder Birger umgekommenen jüngeren Brüder Erik Magnusson und Waldemar Magnusson. Einer anderen Legende zufolge wurde sie von ihrem Ehemann, der sie für den Tod ihres Sohnes verantwortlich machte, gewaltsam ins Kloster eingesperrt. Einer weiteren Version zufolge ließ er sie einsperren, weil sie sich zu sehr für die politischen Anliegen ihrer Brüder engagiert hatte. Unabhängig davon, ob sie Gast oder Gefangene des Klosters war, ist bekannt, dass sie vor ihrem Eintritt in dieses Kloster eine dessen Wohltäterinnen war.
Ingeborg starb ein Jahr nach ihrem Sohn und wurde neben ihrem Mann, der sie nur um wenige Wochen überlebte, in der St.-Bendts-Kirche in Ringsted beigesetzt, wo zwei Jahre später auch ihr aus Schweden vertriebener Bruder Birger und dessen Frau begraben wurden.